# اولگا زلنکووا
اولگا زلنکووا (به انگلیسی: Olga Zelenkova) (زادهٔ ۱۹۶۷) شناگر اهل شوروی است.